# Arts ménagers
Les arts ménagers comprennent l'ensemble des techniques d'entretien d'un foyer domestique qui permettent de maintenir un espace sain, de soutenir la vie physique et d'alimenter la vie intellectuelle. Les techniques employées sont liées aux évolutions de la société dans son ensemble et ont des répercussions sur l'économie en général.

## Les théories des arts ménagers

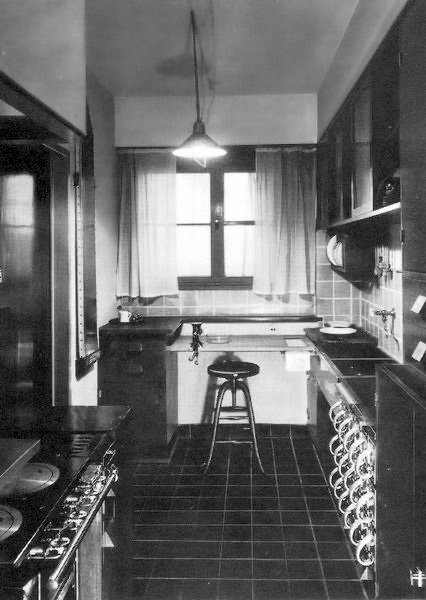
La cuisine de Francfort (vue depuis l'entrée), une des premières cuisines équipées.

### Organisation du logement
Aux États-Unis, Catharine Beecher met en lumière la nécessité de l'organisation dans la maison. Elle co-écrit un livre en 1869 avec sa sœur, Harriet Beecher Stowe, intitulé The American Woman's Home. Ce livre insiste sur l'influence des moyens de transports sur l'évolution de la technique du logement et des aspects souvent ignorés par les designers masculins du XIXe siècle, à savoir la cuisine. Les propositions, remplaçant les tiroirs par des étagères, ressemblent aux conventions d'aménagement de la cuisine aménagée du XXe siècle. Par exemple la cuisine américaine aussi appelée kitchenette.
L'aménagement des cuisines dans les navires ou dans les voitures de chemin de fer par George Pullman. Christine Frederick théorise le taylorisme chez soi.
En Allemagne, Lina Morgenstern, Henriette Davidis, Elise Hannemann, Hedwig Heyl et Ulrike Henschke sont les écrivaines et penseuses qui rédigent les théories de l'Hauswirtschaft. En 1916, dans le Münsterland, une école ménagère ambulante est organisée, l'enseignante Agnes Brirup-Lindemann donne des cours dans les villages.

### Hygiène et travail: jardin, basse-cour
En France, au XIXe siècle, Félicité de Genlis écrit un Manuel de la jeune femme, guide complet de la maîtresse de maison, (Paris), 1829  et Sophie Ulliac-Trémadeure écrit La Maîtresse de maison, Paris : L. Hachette, 1859 et les Secrets du foyer domestique, Paris : E. Maillet, 1861. La Baronne Staffe écrit les Usages du monde : règles du savoir-vivre dans la société moderne (1889) et La Maîtresse de Maison [et l'art de recevoir chez soi], V. Havard, Paris, 1892.
Louise Foulon-Lefranc écrit La femme au foyer : la femme dans la famille, hygiène, enseignement ménager, conduite à tenir en cas d'accidents, puériculture, le jardin et la basse-cour, la politesse et l'éducation, les Éditions de l'École, Paris. En 1891, à Sedan, Félicie Hervieu fonde l'Œuvre pour la reconstitution de la famille qui préfigure les jardins familiaux.

### Le taylorisme appliqué aux arts ménagers
L'organisation scientifique du travail est un mouvement international qui se développe entre les deux guerres, en Europe et en Amérique du Nord. il s'agit de rationaliser, sur le modèle de l’usine, la production. Ce mouvement intègre la sphère domestique en cherchant à rationaliser le travail qui y était accompli .
Paulette Bernège développe l'idée que les travaux ménagers peuvent être l'objet d'une véritable science. Selon elle, « tout travail doit être préparé intellectuellement avant d'être exécuté matériellement ». Cette conception se base sur le Taylorisme. En 1924, elle fait une communication sur ce thème au Congrès de l’organisation scientifique du travail tenu à Paris organisé par Jean Coutrot et fonde la Ligue d’organisation ménagère. En 1930, elle ouvre une école de haut enseignement ménager à Paris. Elle s’inspire du travail de l’américaine Christine Frederick. Paulette Bernège écrit pour Mon chez Moi et fonde différentes revues Art ménager et Éducation ménagère et fonde un institut d'organisation ménagère à Nancy puis à Paris, l'École de haut enseignement ménager. On qualifié ce mouvement de rationalisation domestique, car il ouvre la voie aux idéaux qui apparaitront dans les années 1950.

### Enseignement ménager

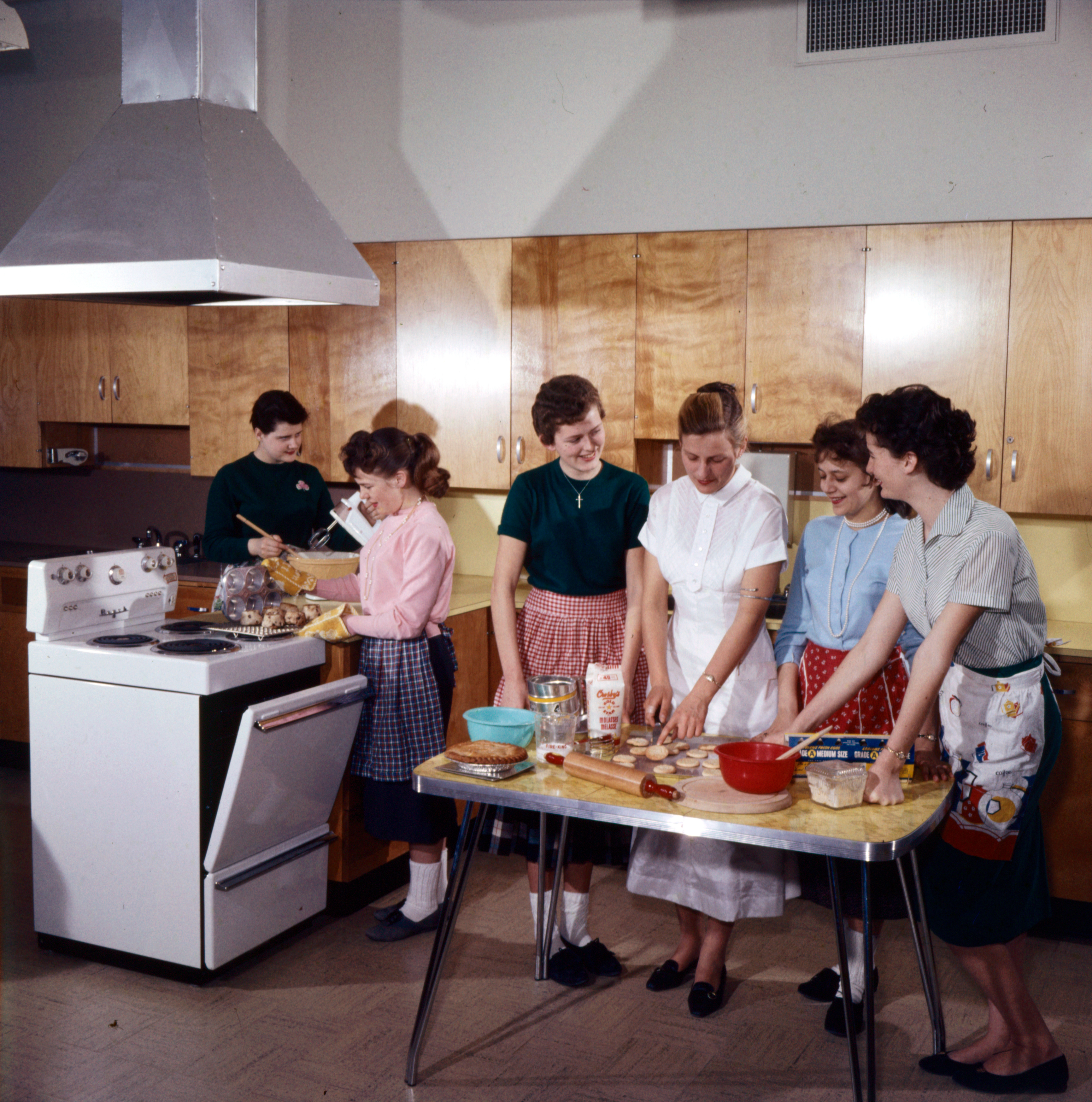
Classe d'arts ménagers, Ottawa, 1959

Élisa Lemonnier crée en mai 1862 à Paris, la Société pour l’enseignement professionnel des femmes. Octave Doyen fonde avec son épouse, Amélie Doublié, l'École professionnelle et ménagère de jeunes filles en 1873 à Reims. Ernestine Wirth, (1853-1890) écrit La Future ménagère en 1882, Augusta Moll-Weiss (1863-1946) est fondatrice et la directrice de « l'école des mères » et Jeanne de Diesbach fonde un cours d'enseignement ménager à Paris en 1901.
La Reconstruction après la Seconde guerre mondiale et les progrès de l'électroménager redonnent un nouveau souffle aux arts ménagers et à son enseignement jusqu'aux années 1970.
Isabelle Viviani fonde une école à Épinal après la première guerre mondiale. Les écoles ménagères doivent donner des bases de comptabilité et de sténographie qui permettront aux jeunes filles le cas échéant de travailler hors de leur foyer. Les Écoles hôtelières fondées dans les années 1930 bénéficient de cette rationalisation. L'hygiène, la couture dont Georgette Schéfer fut une des grandes pédagogues, le jardinage et la puériculture sont aussi enseignés dans ces écoles. Le conseiller en économie sociale et familiale est un héritier de l’enseignement ménager. Ginette Mathiot fut professeur puis inspectrice générale de l'enseignement ménager.

## Des mises en applications

### Mobilier
Pour la Reconstruction après la Seconde Guerre mondiale, Marcel Gascoin s'associe aux travaux de Paulette Bernège pour concevoir ses meubles ou agencer ses cuisines. Margarete Schütte-Lihotzky est à l'origine de la conception de la cuisine de Francfort, la première cuisine moderne.
La Première Guerre mondiale apporte une cassure définitive dans ces codes et règles, ce que l'Art nouveau avait déjà commencé.

### Architecture
La question du confort est réglée dans les années 1950 après la Reconstruction par la question de l'aménagement. Le plan du foyer, les matériaux choisis, le climat intérieur : éclairage, calme, chauffage et climatisation sont étudiés dans les habitations, et des innovations techniques accompagnent ces intentions. Le confort des habitants est recherché dans les logements. La cité-jardin, où peuvent être réunis les avantages de la campagne et de la ville, apparaît comme la formule d'avenir.

### Électroménager et publicité
Dans les années 1930, les entreprises qui fabriquent de l'électroménager proposent de révolutionner la vie de la femme au foyer et de la famille dans la cuisine, pour le ménage, la toilette et le bain, le blanchissage et le repassage. Les cuisines équipées font leur apparition. Le Salon des arts ménagers est créé en 1923. Une revue Revue Arts Ménagers est publiée. Le livre « 300 recettes » SEB de Françoise Bernard participe au succès de la cocotte-minute.

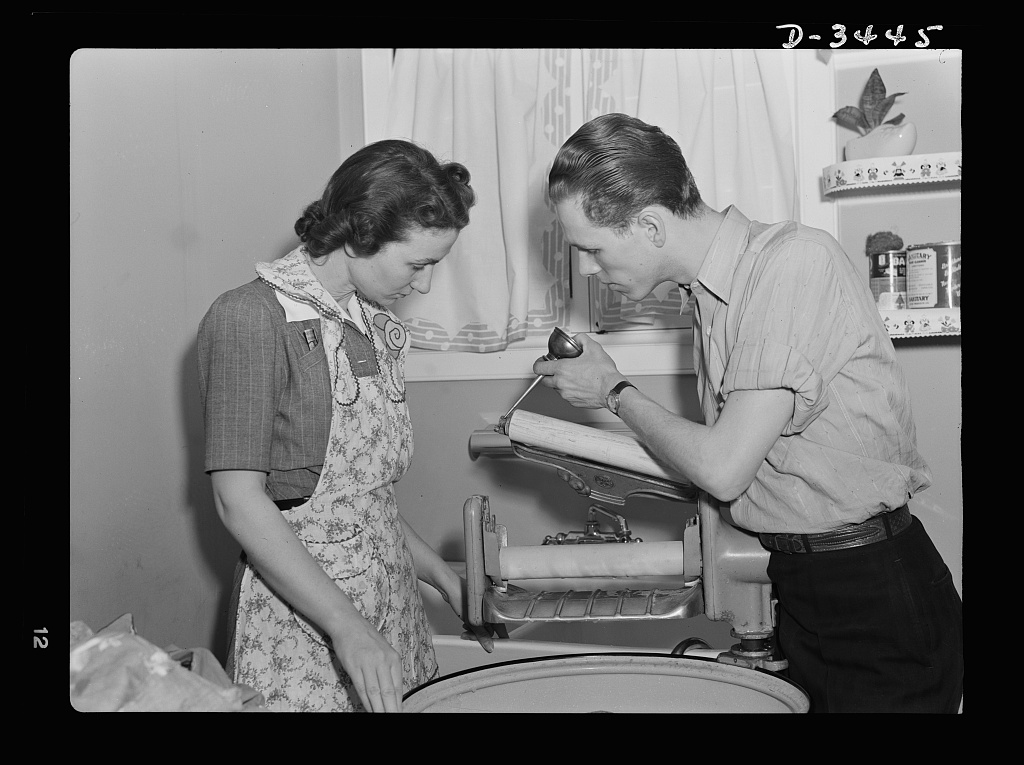
Méthode d'entretien d'une essoreuse dans les années 1940 (Photographie d'Ann Rosener)
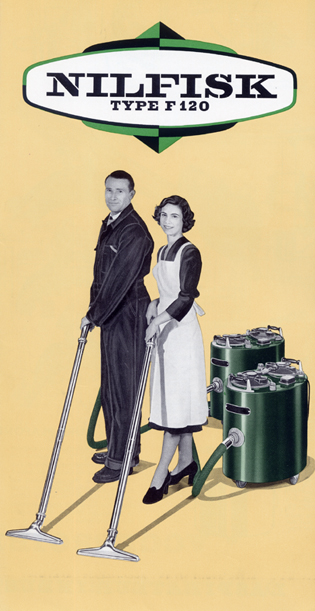
Publicité pour des aspirateurs, 1940.
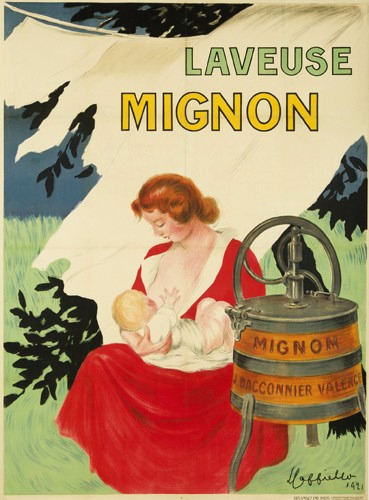
Affiche pour la laveuse à linge Mignon, 1921.

#### Cours d'arts ménagers
- A. Leune et A. Demailly, Cours d'enseignement ménager, science et morale : cours moyen, Paris, C. Delagrave, 1902.
- Enseignement ménager par Leblanc, éd. René  Larousse, 1918
- Le Taylorisme chez soi- Practique de la Direction de la Maison de Christine Frederick, Paris [Vangirard, H.L. Motti] 1920
- Paulette Bernège, De la méthode ménagère, Orléans, Tessier, 1928, 168 p.
- Louise Foulon-Lefranc, La femme au foyer : la femme dans la famille, hygiène, enseignement ménager, conduite à tenir en cas d'accidents, puériculture, le jardin et la basse-cour, la politesse et l'éducation, les Éditions de l'École, Paris
- Hygiène féminine populaire, par le docteur René Martial et Mme Léontine Doresse, professeur de l'enseignement technique, avec 18 figures, 1923
- La Ménagère, par Mme L. Doresse, L. Eyrolles, 1927
- Promotion de la femme, Lucien Romier, Librairie Hachette, 1930.
- La cuisine simple, Paul Carton, 1931.
- Je sais cuisiner, Ginette Mathiot, Albin Michel, 1932.
- Le repassage pratique par Melle Lemonnier et Mme Lebois, Librairie de l’enseignement familial et ménager
- La mère de Pearl Buck est publié aux éditions Librairie de l'enseignement familial et menager, Paris, 1948.
- Sciences appliquees. écoles de filles urbaines et rurales. classe de fin d'études, de L. Pastouriaux V. Regnier Mme Lassalle 1948

Le Musée social conserve une documentation importante et la Médiathèque Voyelles d'Ardenne Métropole conserve les livres de la Ligue d'organisation ménagère de Charleville et des Ardennes donnés par Marcelle Lassalle-Mercier.

#### Ouvrages de synthèse
- Françoise Fourastié et Jean Fourastié, Les Arts Ménagers, Paris, PUF, coll. « Que sais-je ? » (no 449), 1950 (BNF 32120678)
- P. Breton, L'Art ménager français, Paris, Flammarion, 1952.
- Jacques Rouaud, 60 ans d'arts ménagers, t. 1 : 1923-1939, le confort, Paris, Syros-Alternatives, 1989 (BNF 36707399)
- Jacques Rouaud, 60 ans d'arts ménagers, t. 2 : 1948-1983, la consommation, Paris, Syros-Alternatives, 1993 (BNF 36707399)
- Odile Henry, « Femmes et taylorisme : la rationalisation du travail domestique », Agone, no 28,‎ 2003 (résumé)
- Jackie Clarke, « L'organisation ménagère comme pédagogie : Paulette Bernège et la formation d'une nouvelle classe moyenne dans les années 1930 et 1940 », Travail, genre et sociétés, no 13,‎ janvier 2005, p. 139 - 157 (lire en ligne)
- Ville de Besançon, « A la loupe (2017) : les écoles ménagères à Besançon », sur Mémoire Vive - patrimoine numérisé de Besançon (consulté le 4 mai 2022)

### Bases de données et dictionnaires
- Notices dans des dictionnaires ou encyclopédies généralistes :   - Britannica
  - Den Store Danske Encyklopædi
  - L'Encyclopédie canadienne
  - Store norske leksikon
- Notices d'autorité :   - LCCN
  - GND
  - Japon
  - Espagne
  - Israël